# USS H-4 (SS-147)
USS H-4 (SS-147) bila je četvrta američka podmornica klase H.

## Povijest
Jedna od 18 podmornica klase H koje je naručila mornarica Carske Rusije. Zbog izbijanja tamošnje revolucije 1917. godine, nedovršena je ostala u Sjedinjenim Državama. 20. svibnja 1918. kupila ju je američka mornarica i 24. listopada iste godine uvela u operativnu uporabu.

### Operativna uporaba
S matičnom lukom u San Pedru, prvo je djelovala u sklopu Podmorničarske Divizije 6 a zatim i 7. Zajedno s drugim sestrinskim podmornicama duž zapadne obale SAD-a provodila je borbene vježbe i obuku, s povremenim prekidima zbog remonta i ophodnih zadataka.
U pratnji obe podmorničarske divizije i tendera USS Beaver, iz San Pedra je 25. srpnja 1922. isplovila prema Norfolku u koji je stigla 14. rujna via Magdalena Bay, Corinto, i Coco Solo. Tu je 25. listopada 1922. povučena iz uporabe. Iz flotne liste izbrisana je 28. veljače 1931. i 14. rujna prodana kao staro željezo.